# Selenyphantes
Selenyphantes is een geslacht van spinnen uit de familie hangmatspinnen (Linyphiidae).

## Soorten
De volgende soorten zijn bij het geslacht ingedeeld:
- Selenyphantes longispinosus (O. P.-Cambridge, 1896)